# Alloperla vostoki
Alloperla vostoki is een steenvlieg uit de familie groene steenvliegen (Chloroperlidae). De wetenschappelijke naam van de soort is voor het eerst geldig gepubliceerd in 1947 door Ricker.